# Miriam Fried
Pour les articles homonymes, voir Fried.
Miriam Fried, née le 9 septembre 1946 à Satu Mare (Roumanie), est une violoniste classique et pédagogue israélienne d'origine roumaine, premier  prix  du Concours musical international Reine Élisabeth de Belgique 1971. Elle est la mère du pianiste classique, écrivain et professeur Jonathan Biss.

## Biographie

### Élèves
Parmi ses élèves figurent la violoniste américaine Tessa Lark et le Finlandais Pekka Kuusisto, Annalee Patipatanakoon (Gryphon trio).